# Tarrafal de São Nicolau
Tarrafal de São Nicolau és un concelho de l'illa de São Nicolau, a Cap Verd. Posseeix també una important indústria pesquera i agricultura. En 2010 tenia 5.205, dels quals una tercera part viuen a la seu municipal. Cobreix el 35% de l'illa i la llar del 41% de la població. La capital és Tarrafal de São Nicolau.

## Subdivisions
El municipi té una sola freguesia (parròquia civil), São Francisco de Assis. La freguesia se subdivideix en els següents assentaments, amb la població segons el cens de 2010:
- Cabeçalinho (pop: 155)
- Fragata (pop: 172)
- Hortelã (pop: 181)
- Palhal (pop: 100)
- Praia Branca (pop: 521)
- Ribeira Prata (pop: 343)
- Ribeira dos Calhaus (despoblat)
- Tarrafal de São Nicolau (pop: 3,733)

## Història
El municipi fou creat en 2005, quan l'antic municipi de São Nicolau fou dividit en dos, la part sud-occidental esdevingué el municipi de Tarrafal de São Nicolau i la part nord-occidental esdevingué el municipi de Ribeira Brava.

## Demografia
| 2000  | 2010  |
| 5.211 | 5.205 |

## Política
La Comissió d'Instal·lació era el poder del recentment format municipi, el consell de transició entre la creació i 2008. Entre les primeres eleccions el 18 de maig 2008 i fins al 2012, el PAICV va ser el partit més votat, però actualment el MpD governa el municipi. Dels 13 escons s l'Assemblea, 7 són del MpD i a la cambra, els cinc seients són pel MpD.

### Assemblea municipal
|                            | 2008 % | 2008 escons | 2012 % | 2012 escons |
| -------------------------- | ------ | ----------- | ------ | ----------- |
| Moviment per la Democràcia | 41.3   | -           | 52.1   | 7           |
| PAICV                      | 54.3   | -           | 44.4   | 6           |

### Municipalitat
|                            | 2008 % | 2008 escons | 2012 % | 2012 escons |
| -------------------------- | ------ | ----------- | ------ | ----------- |
| Moviment per la Democràcia | 39.4   | 0           | 50.8   | 5           |
| PAICV                      | 57.2   | 5           | 45.5   | 0           |